# La parete di fango
La parete di fango (The Defiant Ones) è un film del 1958 diretto e prodotto da Stanley Kramer.

## Trama
Stati Uniti meridionali: durante il trasferimento di alcuni detenuti, scoppia un temporale e il cellulare su cui sono trasportati si capovolge a seguito di un incidente. Due di loro, il bianco John "Joker" Jackson e il nero Noah Cullen, legati tra loro da una catena stretta ai polsi, riescono a fuggire. Appresa la notizia dell'evasione, lo sceriffo Max Muller e il capitano di polizia Frank Gibbons organizzano immediatamente le ricerche.
John è pervaso da un forte sentimento razzista e mal sopporta il dover condividere non solo la fuga, ma anche la compagnia dell'afroamericano, a cui è costretto suo malgrado, almeno fino a quando i due non avranno spezzato la catena che li tiene legati. Il terreno paludoso nasconde, ma allo stesso tempo rallenta, i due fuggitivi che, arrivati in una cittadina, entrano in un edificio alla ricerca di cibo e di attrezzi per spezzare la catena.
Qui vengono catturati dai cittadini, che vorrebbero linciarli. In loro favore interviene Big Sam, un uomo che respinge il proposito di giustizia sommaria dei suoi concittadini, rinchiudendo i due in una baracca, in attesa di consegnarli il giorno dopo alla polizia. Durante la notte, però, li lascia fuggire rivelando loro il suo passato di detenuto.
L'accumularsi della tensione, della rabbia e dell'odio reciproco, portano Jackson e Cullen a picchiarsi fra loro. L'istinto di sopravvivenza ha il sopravvento all'ultimo e la fuga prosegue, fin quando non incontrano Billy, un ragazzo che vive con la madre in una casa isolata ai margini della palude. I due compagni di fuga possono finalmente rifocillarsi, riposare e soprattutto liberarsi dalla catena che li unisce. John passa la notte con la donna, che gli propone di fuggire insieme. Lui accetta e i due detenuti, che nel frattempo hanno imparato a rispettarsi, decidono di comune accordo di separarsi.
Una volta che Noah si è allontanato, la donna rivela a John di aver indicato all'altro detenuto una via di fuga sbagliata, che quasi certamente porterà l'uomo a morire nelle sabbie mobili della palude. John, furibondo per quanto ha saputo, vorrebbe correre ad avvertire Noah, ma la donna cerca di fermarlo. Scoppia un acceso diverbio tra i due, nel corso del quale Billy afferra un fucile e spara a John, ferendolo a una spalla. Ferito e prostrato, l'evaso vaga nella palude chiamando a gran voce il nome di Noah, fino a quando i due non si ritrovano. I due decidono a quel punto di continuare la fuga insieme.
Avanzando lentamente, i due sentono l'abbaiare dei cani da caccia, segno dell'approssimarsi degli inseguitori, ma sentono anche il rumore di un treno che sta passando sulla ferrovia poco distante: Noah riesce a salire sul treno e afferra la mano di John, ma questi, ferito, non trova le forze per saltare sul vagone, facendo cadere entrambi sul fondo del terrapieno. Esaurite le forze, i due si sostengono a vicenda in attesa dei loro inseguitori, sempre più vicini. I cani li hanno fiutati e i poliziotti vorrebbero liberarli, affinché sbranassero i due evasi. Lo sceriffo si oppone e si incammina da solo alla ricerca dei due: li troverà l'uno (John) quasi svenuto nelle braccia dell'altro (Noah), ormai uniti dalle vicissitudini passate, con quest'ultimo che canta ostentatamente in faccia allo sceriffo.

## Produzione
- Nel 1961 la Warner Bros. realizzò un episodio del cartone animato di Gatto Silvestro, nel quale l'animale era ammanettato al cane Hector.
- Nel film recita per l'ultima volta, nella parte di Angus, l'attore Carl Switzer, che morì poco dopo la fine delle riprese.

## Riconoscimenti
- 1959 - Premio Oscar
  - Migliore sceneggiatura originale a Nedric Young e Harold Jacob Smith
  - Migliore fotografia a Sam Leavitt
  - Candidatura Miglior film a Stanley Kramer
  - Candidatura Migliore regia a Stanley Kramer
  - Candidatura Miglior attore protagonista a Tony Curtis
  - Candidatura Miglior attore protagonista a Sidney Poitier
  - Candidatura Miglior attore non protagonista a Theodore Bikel
  - Candidatura Miglior attrice non protagonista a Cara Williams
  - Candidatura Miglior montaggio a Frederic Knudtson
- 1959 - Golden Globe
  - Miglior film drammatico
  - Candidatura Miglior film promotore di amicizia internazionale
  - Candidatura Migliore regia a Stanley Kramer
  - Candidatura Miglior attore in un film drammatico a Sidney Poitier
  - Candidatura Miglior attore in un film drammatico a Tony Curtis
  - Candidatura Miglior attrice non protagonista a Cara Williams

- 1959 - Premio BAFTA
  - Miglior attore protagonista a Sidney Poitier
  - Candidatura Miglior film
  - Candidatura Miglior attore protagonista a Tony Curtis
- 1958 - New York Film Critics Circle Award
  - Miglior film
  - Migliore regia a Stanley Kramer
  - Migliore sceneggiatura a Nedric Young e Harold Jacob Smith
- 1958 - Festival di Berlino
  - Orso d'argento per il miglior attore a Sidney Poitier
  - Candidatura Orso d'oro a Stanley Kramer
- 1959 - Seminci
  - Premio Ciudad de Valladolid

## Remake
- Nel 1972 è stato realizzato il remake cinematografico il cui titolo italiano è Donne in catene , interpretato da Pam Grier e Margaret Markov.
- Nel 1986 è stato realizzato il remake per la TV il cui titolo italiano è Fuga disperata, interpretato da Robert Urich e Carl Weathers.
- Nel 1996 è stato realizzato il remake cinematografico il cui titolo italiano è Inseguiti, interpretato da Stephen Baldwin e Laurence Fishburne.